# روزگار رؤیا

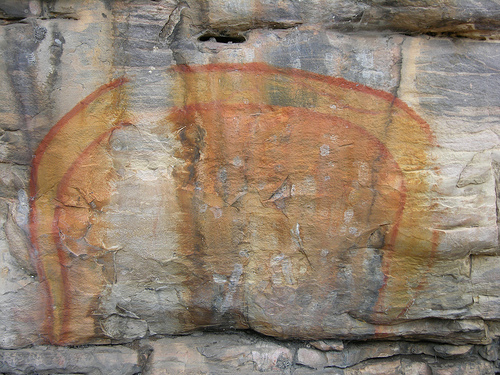
نگاره‌ای از یک «مار رنگین‌کمان»، موجودی که معمولاً در داستان‌های روزگار رؤیا ایفای نقش می‌کند.

روزگار رؤیا (به انگلیسی: Dreamtime) که چوکورپا (Tjukurpa) نیز نامیده می‌شود مفهومی در اسطوره‌شناسی بومیان استرالیا است که به دورانی «مقدس» اشاره دارد که در باور مذهبی بومیان استرالیا، ایزدان و نیاکان، جهان ما را آفریدند.
برپایه این اسطوره‌ها، گیتی در آغاز بی‌شکل و بی حیات بود. سپس در دوره‌ای، موجوداتی اساطیری که ترکیبی از خدایان متغیر، نیاکان انسانی و حیوانات بودند، طبیعت پیرامون ما را آفریدند. این موجودات، اقوام گوناگون، زبان آنها و عادات مختلفشان را نیز آفریدند و به هر قوم منطقه سکونت ویژه‌ای را اختصاص داده و سنگ‌نگاره‌هایی را نیز برای آنان به‌جا گذاشتند. این آفریدگاران اسطوره‌ای سپس با پایان «روزگار رؤیا» زمین را ترک کردند اما روح و روان آن‌ها به‌جا ماند و این روح و روان به خصوص در مکان‌هایی مقدس چون برخی صخره‌ها و صخره‌نگاره‌ها حضور دارد.
وظیفه اصلی نوادگان این آفریدگاران، که انسان‌ها نیز از آن جمله‌اند، این است که در هماهنگی با جهان به همان صورتی که توسط موجودات اسطوره‌ای در روزگار رؤیا آفریده شد، زندگی کنند. دیگر وظیفه نوادگان این است که با بهره‌گیری از «نیروهای موجود در مکان‌های مقدس» بکوشند تا «رویدادهای شگفت‌انگیز و جادویی» را دوباره تجربه کنند. نوادگان با این کار باعث می‌شوند تا شمار جانداران افزایش یافته، زمین حاصلخیزتر شده و زنان بارورتر شوند. برای ادامه بقا باید به قوانین طبیعی که از روزگار رؤیا بر جهان جاری و ساری شده‌اند احترام گذاشت.
عوارض طبیعی همچون کوه‌ها و صخره‌ها در آیین «روزگار رؤیا» اهمیتی اساسی دارند و مهم‌ترین این مکان‌ها کوهی به نام اولورو (آیرز راک) است. در باور بومیان منطقه اولورو، شکاف‌های تخته‌سنگ‌ها در اثر نبرد میان دو موجود اسطوره‌ای پدید آمده‌اند. آن‌ها همچنین بر این باورند که در برخی غارها هنوز ارواح پیشینیان نشیمن دارند و برخی از گودال‌ها در زمین توسط موش‌های کور اسطوره‌ای حفر شده‌اند.
بومیان از طریق آوازها و رقص‌های ویژه‌ای به تجربه دوباره رویدادهای روزگار رؤیا می‌پردازند.

## چگونگی آفرینش
بنا بر این اسطوره‌ها، جهان پیش از روزگار رؤیا صاف و تخت بود و در تاریکی و سکوت به‌سر می‌برد. گونه‌های بی‌شماری از زیست، خفته و نهفته در زیر زمین به‌سر می‌بردند. سپس موجودات فراطبیعی که نیاکان جهانیان امروزی‌اند پوسته زمین را با نیرویی عظیم شکسته و به بیرون آمدند. در این زمان خورشید از زمین درآمد و برای نخستین بار نور بر زمین تابید. موجودات فراطبیعی مذکور به شکل جانداران و گیاهان بودند و نیمه‌انسان بودند. آن‌ها در حالی که شکار می‌شدند و نبرد می‌کردند بر سطح زمین سفر کرده و مناظر طبیعی و کوه و دشت و آب و هوا و آتش و جانداران و خورشید و ماه و سیارات را آفریدند. خسته از تمامی این فعالیت‌ها، این نیاکان برتر به درون زمین بازگشته و به حالت نهفته و خوابیده خود رجعت کردند.
روح آن‌ها گاه به صخره‌ها و درون درختان سر می‌زند و این‌ها مکان‌های مقدسی هستند که تنها کسانی که از بینش دینی لازم برخوردار باشند می‌توانند این ارواح را مشاهده کنند.